# Liste der Mühlen am Dettelbach, am Bibergauer Mühlbach und am Schernauer Bach
Die Liste der Mühlen am Dettelbach, am Bibergauer Mühlbach und am Schernauer Bach führt alle Mühlenbauten am Mainzufluss Dettelbach und seinen Zuläufen Bibergauer Mühlbach und Schernauer Bach auf. Der Dettelbach fließt in seinem elf Kilometer langen, im Wesentlichen südöstlichen Lauf durch die Gäuflächen im Maindreieck an besonders vielen ehemaligen Mühlen vorbei. Alle Anlagen sind heute in Gemarkungen zu finden, die zur Gemeinde Dettelbach im Landkreis Kitzingen gehören.

## Historischer Hintergrund
Die ältesten Mühlen entlang des Dettelbachs und seinen Zuläufen entstanden wohl in der Mitte des 15. Jahrhunderts und damit später als an anderen, vergleichbaren Bächen in unmittelbarer Nähe. Im folgenden Jahrhundert nahm aber die Anzahl von Mühlen extrem zu. Dies hing wohl auch mit der gezielten Förderung der Region durch die Würzburger Fürstbischöfe und insbesondere Rudolf von Scherenberg zusammen. Unter ihm stieg Dettelbach zur Stadt auf und auch die Bodennutzung im Umland der Siedlung intensivierte sich.
Die wachsende Stadtbevölkerung musste versorgt werden. Bis um 1600 entstand deshalb ein dichtes Mühlennetz um Dettelbach, in das auch die heutigen Ortsteile einbezogen wurden. Die Dörfer um Dettelbach gehörten teilweise dem fürstbischöflichen Amt an, das seinen Sitz in der Stadt hatte. Für die Würzburger Fürstbischöfe entwickelten sich die über zehn Mühlen an den kleinen Bächen in dieser Zeit zu echten Einnahmequellen, was für die landwirtschaftliche Leistungsfähigkeit der Region im Norden Dettelbachs spricht.
Anders als an anderen Bächen des Umlandes, blieben die Mühlen um Dettelbach weitgehend auf die Mehl- bzw. Schrotgewinnung beschränkt. Eine Spezialisierung im 18. Jahrhundert ist nicht zu beobachten. Nichtsdestotrotz arbeiteten die meisten Betriebe kostendeckend. Die Konzentration auf Mehl ist wohl mit dem Aufschwung der Wallfahrt nach Dettelbach zu erklären. Das Pilgerziel brachte viele auswärtige Gäste in die Stadt, die Brotwaren verzehrten. Es ist wohl auch der Wallfahrt zu verdanken, dass hier das Mühlensterben später als anderswo einsetzte.
Nahezu alle Betriebe wurden deshalb auch im 19. Jahrhundert erneuert, wobei man die historischen Bauten durch schlichte Bruchsteinhäuser mit Satteldach ersetzte. Alle Betriebe setzten oberschlächtige Mühlräder ein, was mit der geringen Schüttung der drei Bäche zusammenhängt. Die meisten Mühlen verschwanden in den ersten Jahrzehnten des 20. Jahrhunderts. Noch bis in die 1970er Jahre wurde als letzte Anlage die Bohnmühle in der Dettelbacher Altstadt betrieben.

## Mühlenliste
Die Ordnung in der Liste richtet sich nach der Lage der Mühlen und folgt dem Bachlauf von der Quelle des Dettelbachs nördlich von Püssensheim und der Mündung in den Main bei Dettelbach. Die Mühlen entlang der Zuflüsse sind ebenfalls von der Quelle zur Mündung sortiert. Blau unterlegte Gliederungsüberschriften nennen die Gemarkungen, auf denen die Mühlen standen oder noch stehen. Keine Mühle um Dettelbach war ein eigenständiger Ortsteil der jeweiligen Gemeinde.
Die meisten Mühlen sind in der Gemarkung von Dettelbach selbst zu finden. In den Dörfern um die Stadt entstand jeweils lediglich ein einziger Mühlenbetrieb, der allerdings eine besondere Bedeutung für die Gemeinde hatte. Dies erklärt auch die differenzierte Benennung der Mühlen. Während in Dettelbach zumeist mehrere Namen für die Anlagen existieren, werden die Mühlen in den Ortsteilen nur Dorfmühle oder Mühle genannt.

### Dettelbach
| Name                      | Typ                      | Erhaltungszustand             | Beschreibung | Lage                            | Bild |                          |                          |
| Dettelbach-Schnepfenbach  | Dettelbach-Schnepfenbach | Dettelbach-Schnepfenbach      | Dettelbach-Schnepfenbach | Dettelbach-Schnepfenbach        | Dettelbach-Schnepfenbach | Dettelbach-Schnepfenbach | Dettelbach-Schnepfenbach |
| ------------------------- | ------------------------ | ----------------------------- | --- | ------------------------------- | --- | ------------------------ | ------------------------ |
| Dorfmühle (Schnepfenbach) | Getreidemühle            | weitgehend erhalten           | Die Dorfmühle von Schnepfenbach entstand im Norden des Ortes und wurde bereits im Jahr 1468 erstmals urkundlich erwähnt. Damit gehört die Anlage zu den ältesten Mühlen entlang des Dettelbachs und seinen Zuläufen. | 49° 49′ 57,8″ N, 10° 8′ 54,4″ O | Bild gesucht Die Wikipedia wünscht sich an dieser Stelle ein Bild vom hier behandelten Ort. Falls du dabei helfen möchtest, erklärt die Anleitung , wie das geht. BW |                          |                          |
| Dettelbach                |                          |                               | |                                 | |                          |                          |
| Küffleinsmühle            | Getreidemühle            | abgegangen                    | Die Küffleinsmühle (auch 3. Mühle am Brücker Bach) wurde erstmals im Zuge eines Wassertstreits zwischen dem Amtmann des Stiftes Haug in Euerfeld und den Dettelbacher Müllern 1567 urkundlich erwähnt. Die Mühle gehört damit zu den älteren Betrieben entlang des Dettelbachs. Im Jahr 1927 wurde die Anlage stillgelegt.                                                                              | 49° 48′ 53,7″ N, 10° 9′ 24,7″ O | Küffleinsmühle |                          |                          |
| Lamprechtsmühle           | Getreidemühle            | weitgehend erhalten           | Die Lamprechtsmühle (auch Mittelmühle, Schederleinsmühle) tauchte 1465 erstmals in den Quellen auf. Damit ist die Mühle die älteste, urkundliche erwähnte Anlage entlang des Dettelbaches. Der Name Lamprechtsmühle leitet sich von der Besitzerfamilie Lamprecht ab, die im 17. Jahrhundert hier saßen. Die Lamprechtsmühle wurde im Jahr 1932 aufgegeben, im Jahr 1953 verkaufte man die Einrichtung. | 49° 48′ 43,9″ N, 10° 9′ 25″ O   | Lamprechtsmühle |                          |                          |
| Kieselsmühle              | Getreidemühle            | weitgehend erhalten           | Erstmals erwähnt wurde die Kieselsmühle (auch Weihersmühle) im Jahr 1567. Im Jahr 1591 tauchte die Mühle unter dem Namen Weihersmühle neuerlich in den Quellen auf. Die Mühle wurde in den letzten Kriegstagen des Dreißigjährigen Krieges von betrunkenen und plündernden Soldaten ausgeraubt. Dabei starb auch der damalige Müller.                                                                   | 49° 48′ 35,5″ N, 10° 9′ 31,3″ O | Bild gesucht Die Wikipedia wünscht sich an dieser Stelle ein Bild vom hier behandelten Ort. Falls du dabei helfen möchtest, erklärt die Anleitung , wie das geht. BW |                          |                          |
| Dutzendmühle              | Getreidemühle            | weitgehend erhalten           | Die Dutzendmühle ist die jüngste der Mühlen am Dettelbach. Ihr Name verweist darauf, dass sie bereits der zwölfte Mühlenbetrieb entlang des Baches ist. Im Jahr 1850 zerstritt sich ein Sohn aus der Familie der Dürrsmühle mit seinen Verwandten und errichtete eine neue Mühle wenige Meter bachaufwärts. Bereits im Jahr 1898 ging die Mühle allerdings wieder ein.                                  | 49° 48′ 13,6″ N, 10° 9′ 37,2″ O | Bild gesucht Die Wikipedia wünscht sich an dieser Stelle ein Bild vom hier behandelten Ort. Falls du dabei helfen möchtest, erklärt die Anleitung , wie das geht. BW |                          |                          |
| Hirschmühle               | Getreidemühle            | weitgehend erhalten, erneuert | Die Hirschmühle (auch Dürrsmühle) gehört zu den jüngeren Mühlen entlang des Dettelbachs. Sie wurde wohl zu Beginn des 18. Jahrhunderts in der Dettelbacher Altstadt am Abzweig Rinnenbach errichtet. Nach dem Tod des Müllers Michael Dürr wurde der Mühlbetrieb im Jahr 1936 aufgegeben. | 49° 48′ 10,6″ N, 10° 9′ 40,2″ O | Bild gesucht Die Wikipedia wünscht sich an dieser Stelle ein Bild vom hier behandelten Ort. Falls du dabei helfen möchtest, erklärt die Anleitung , wie das geht. BW |                          |                          |
| Bohnmühle                 | Getreidemühle            | weitgehend erhalten, erneuert | Die Bohnmühle (auch Obere- oder Stadtmühle, Rabensteinmühle) wurde noch bis in die 1980er Jahre betrieben. Sie tauchte bereits 1567 und 1591 in Urkunden im Zusammenhang mit Streitigkeiten über die Wassernutzung auf. Die Bohnmühle befand sich inmitten der Dettelbacher Altstadt am vom Dettelbach abgeleiteten Rinnenbach. Zuletzt betrieb die Familie Rabenstein die Mühle.                       | 49° 48′ 7,8″ N, 10° 9′ 39,3″ O  | Bild gesucht Die Wikipedia wünscht sich an dieser Stelle ein Bild vom hier behandelten Ort. Falls du dabei helfen möchtest, erklärt die Anleitung , wie das geht. BW |                          |                          |
| Untermühle                | Getreidemühle            | weitgehend erhalten, erneuert | Die Untermühle (auch Unterstadtmühle, Untermühle am Maintor, Adresse am Rosengarten 10) tauchte ebenfalls bereits 1567 in den Quellen auf. Noch im Jahr 1941 wurde die Mühle in der Dettelbacher Altstadt betrieben, ehe man auch sie aufgab. | 49° 48′ 2,8″ N, 10° 9′ 38,7″ O  | Bild gesucht Die Wikipedia wünscht sich an dieser Stelle ein Bild vom hier behandelten Ort. Falls du dabei helfen möchtest, erklärt die Anleitung , wie das geht. BW |                          |                          |

### Schernauer Bach
| Name                 | Typ                 | Erhaltungszustand             | Beschreibung | Lage                            | Bild |                     |                     |
| Dettelbach-Euerfeld  | Dettelbach-Euerfeld | Dettelbach-Euerfeld           | Dettelbach-Euerfeld | Dettelbach-Euerfeld             | Dettelbach-Euerfeld | Dettelbach-Euerfeld | Dettelbach-Euerfeld |
| -------------------- | ------------------- | ----------------------------- | --- | ------------------------------- | --- | ------------------- | ------------------- |
| Dorfmühle (Euerfeld) | Getreidemühle       | weitgehend erhalten           | unklar | 49° 49′ 23,5″ N, 10° 6′ 47,2″ O | Bild gesucht Die Wikipedia wünscht sich an dieser Stelle ein Bild vom hier behandelten Ort. Falls du dabei helfen möchtest, erklärt die Anleitung , wie das geht. BW |                     |                     |
| Dettelbach-Schernau  |                     |                               | |                                 | |                     |                     |
| Dorfmühle (Schernau) | Getreidemühle       | weitgehend erhalten, erneuert | Die Schernauer Dorfmühle (auch Hohe Mühle, Adresse Schernauer Mühle 1) wurde bereits in der Frühneuzeit zur Versorgung der Dorfbevölkerung mit Mehl betrieben. Die heutigen Bauten entstanden allerdings erst in den letzten Jahren des 19. Jahrhunderts. Bereits zuvor war die Mühle vollständig auf Schrot umgestellt worden. 1922 wurde sie stillgelegt. | 49° 49′ 16,6″ N, 10° 8′ 19,8″ O | Dorfmühle (Schernau) |                     |                     |
| Dettelbach-Brück     |                     |                               | |                                 | |                     |                     |
| Dorfmühle (Brück)    | Getreidemühle       | weitgehend erhalten, erneuert | Die Brücker Dorfmühle (Adresse Am Kirchberg 5) wurde erstmals im Jahr 1544 erwähnt. Zunächst nahm die Mühle noch eine Sonderstellung ein und gehörte der Familie Seinsheim. Erst 1574 wurde sie Teil des Hochstifts Würzburg. In den 1950er Jahren wurde der Betrieb aufgegeben. Ein Inschriftenstein von 1614 hat sich erhalten.                           | 49° 49′ 7,5″ N, 10° 9′ 0,3″ O   | Bild gesucht Die Wikipedia wünscht sich an dieser Stelle ein Bild vom hier behandelten Ort. Falls du dabei helfen möchtest, erklärt die Anleitung , wie das geht. BW |                     |                     |

### Bibergauer Mühlbach
| Name                 | Typ                 | Erhaltungszustand             | Beschreibung | Lage                            | Bild |                     |                     |
| Dettelbach-Bibergau  | Dettelbach-Bibergau | Dettelbach-Bibergau           | Dettelbach-Bibergau | Dettelbach-Bibergau             | Dettelbach-Bibergau | Dettelbach-Bibergau | Dettelbach-Bibergau |
| -------------------- | ------------------- | ----------------------------- | --- | ------------------------------- | --- | ------------------- | ------------------- |
| Dorfmühle (Bibergau) | Getreidemühle       | weitgehend erhalten, erneuert | Über die Bibergauer Dorfmühle ist nur wenig bekannt. Sie wurde bereits im 19. Jahrhundert stillgelegt, weil der Oberlauf des Bibergauer Mühlbaches in trockenen Jahren kaum Wasser führte. | 49° 47′ 53,8″ N, 10° 6′ 35,4″ O | Bild gesucht Die Wikipedia wünscht sich an dieser Stelle ein Bild vom hier behandelten Ort. Falls du dabei helfen möchtest, erklärt die Anleitung , wie das geht. BW |                     |                     |
| Dettelbach           |                     |                               | |                                 | |                     |                     |
| Hellersmühle         | Getreidemühle       | weitgehend erhalten           | Die Hellersmühle (auch Wetterichsmühle, Wüste Mühle, Alte Mühle) wurde erstmals im Jahr 1548 urkundlich erwähnt. Zunächst gehörte die Anlage den Würzburger Johannitern. Im Dreißigjährigen Krieg lag die Parzelle der Mühle zeitweise wüst, weil der Wiederaufbau nach dem Niederbrennen nicht sofort ins Werk gesetzt werden konnte. Die Mühlentechnik wurde 1908 entfernt. Die Baulichkeiten der Mühle sind als Baudenkmal vermerkt.                                                                            | 49° 48′ 4,1″ N, 10° 8′ 1,6″ O   | Hellersmühle |                     |                     |
| Doktorsmühle         | Getreidemühle       | weitgehend erhalten           | Die Doktorsmühle (auch Mühle am Gumbertsacker, Kuffenmühle, Pfeffersmühle) wurde erstmals im Jahr 1465 erwähnt. Wahrscheinlich handelt es sich bei der Mühle um den ältesten Betrieb um Dettelbach. Die Mühle tauchte in den folgenden Jahren immer wieder mit unterschiedlichen Bezeichnungen in den Quellen auf. Der Name Doktorsmühle leitet sich von ihrem Besitzer ab, der auch als Mühlendoktor tätig war. Die Mühlengebäude wurden im 19. Jahrhundert umfassend erneuert. 1906 wurde die Mühle stillgelegt. | 49° 48′ 8,3″ N, 10° 8′ 23,1″ O  | Bild gesucht Die Wikipedia wünscht sich an dieser Stelle ein Bild vom hier behandelten Ort. Falls du dabei helfen möchtest, erklärt die Anleitung , wie das geht. BW |                     |                     |
| Steigmühle           | Getreidemühle       | weitgehend erhalten           | Die Steigmühle (auch Neue Mühle, Maiersmühle, Heidnersmühle) tauchte erstmals 1591 in den Quellen auf. Die Mühle wechselte im Laufe der Zeit häufig ihren Besitzer, was zumeist mit einem Namenswechsel einher ging. Die Steigmühle wurde als erste der Dettelbacher Anlagen im Jahr 1906 stillgelegt und ein Gasthaus zog in die Räumlichkeiten. | 49° 48′ 13,3″ N, 10° 8′ 45,1″ O | Bild gesucht Die Wikipedia wünscht sich an dieser Stelle ein Bild vom hier behandelten Ort. Falls du dabei helfen möchtest, erklärt die Anleitung , wie das geht. BW |                     |                     |
| Schrankenmühle       | Getreidemühle       | weitgehend erhalten, erneuert | Erstmals wurde die Schrankenmühle (auch Wagnersmühle) im Jahr 1591 erwähnt, ohne dass sie namentlich genannt wurde. Der Name Schrankenmühle tauchte erstmals im Jahr 1646 auf. Sie wurde noch bis in die Mitte des 20. Jahrhunderts betrieben. | 49° 48′ 12,4″ N, 10° 9′ 11,6″ O | Bild gesucht Die Wikipedia wünscht sich an dieser Stelle ein Bild vom hier behandelten Ort. Falls du dabei helfen möchtest, erklärt die Anleitung , wie das geht. BW |                     |                     |
| Kühngassenmühle      | Getreidemühle       | abgegangen                    | Die Kühngassenmühle (auch Vorstadtmühle, Strobelsmühle oder Dienenmühle) wurde erstmals 1591 urkundlich erwähnt. Sie lag in der Dettelbacher Vorstadt Kühngasse. Im Dreißigjährigen Krieg wurde die Mühle niedergebrannt. Noch bis in die 1970er Jahre betrieb man die Mühle, ehe die Bauten schließlich abgerissen wurden. | 49° 48′ 12,6″ N, 10° 9′ 29,5″ O | Bild gesucht Die Wikipedia wünscht sich an dieser Stelle ein Bild vom hier behandelten Ort. Falls du dabei helfen möchtest, erklärt die Anleitung , wie das geht. BW |                     |                     |